# Фауна Крыма

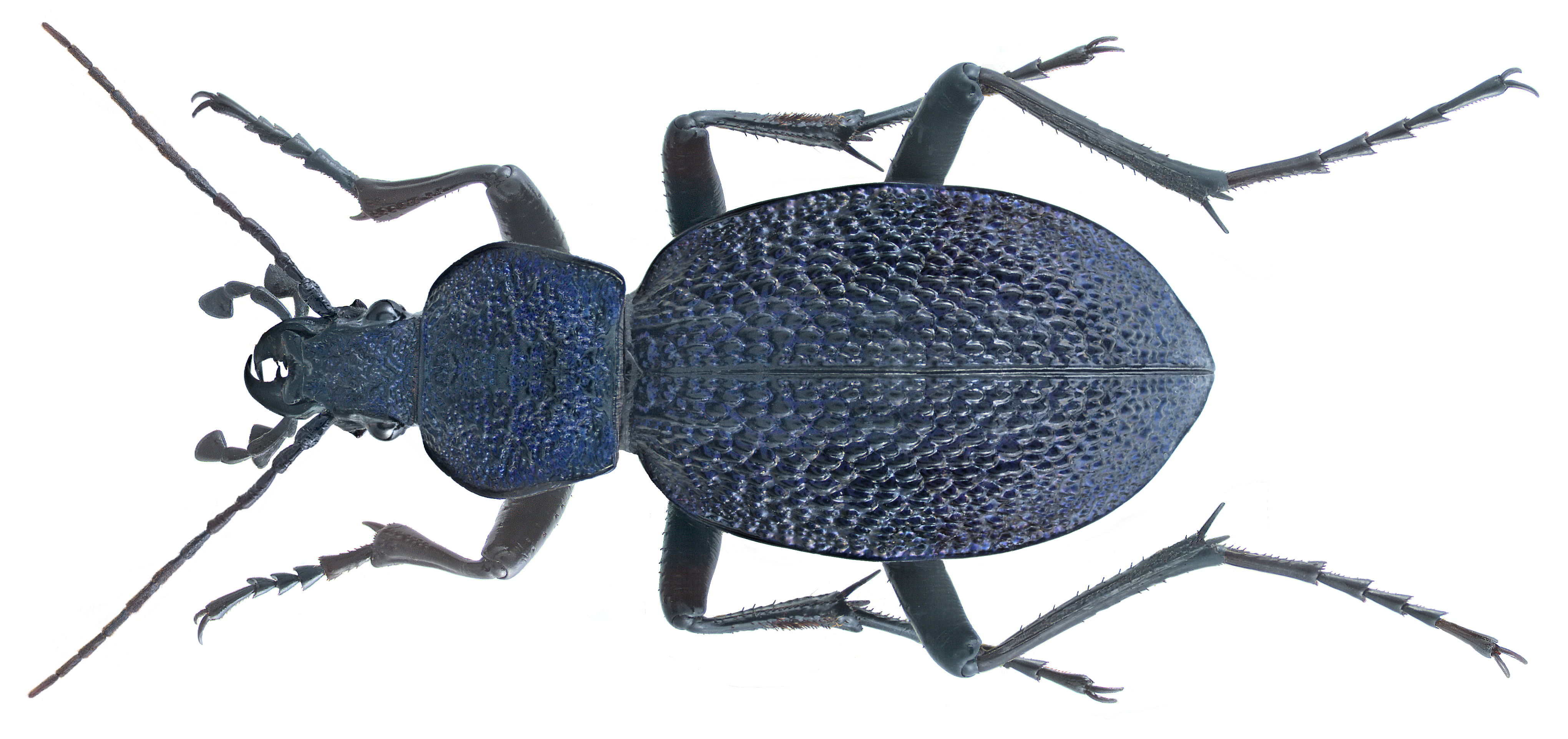
Жужелица крымская — эндемик Крыма.

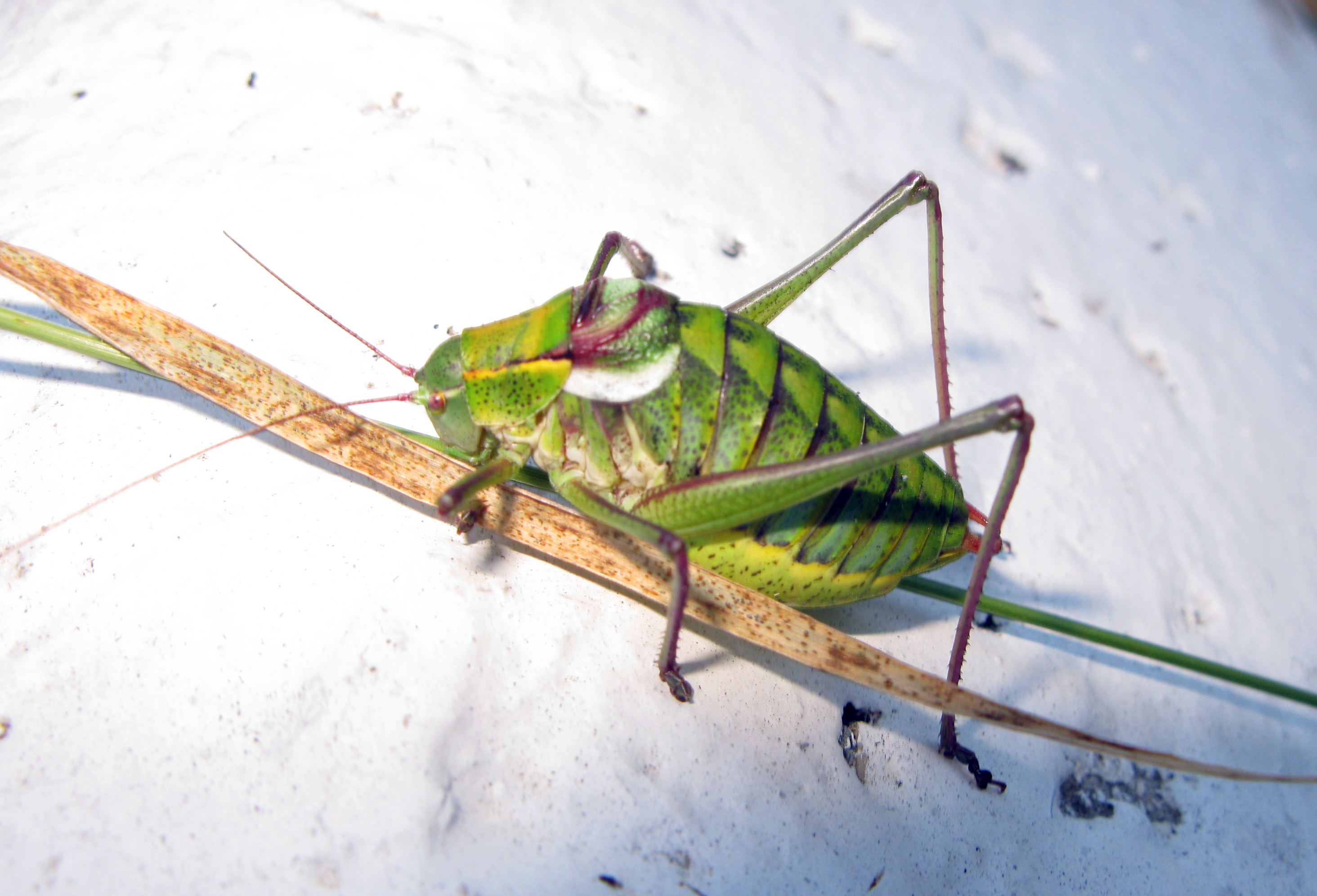
Кузнечик изофия крымская — эндемик южного берега Крыма.

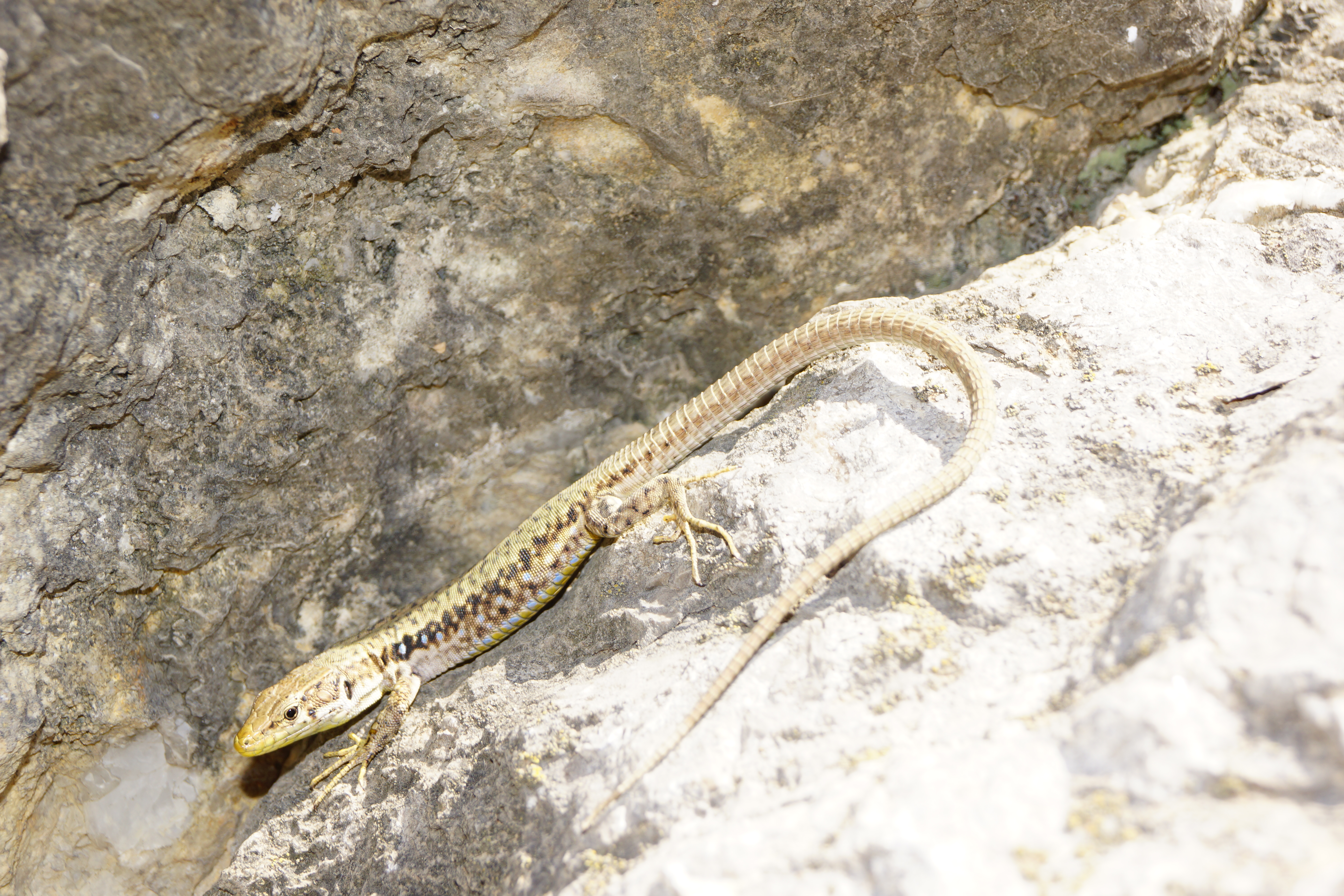
Ящерица Линдхольма — эндемик Крыма.

Фауна Крыма — животный мир Крыма, уникальный комплекс видов с высоким уровнем изоляции от других географически смежных фаун Кавказа, Балкан и материковой части Украины. Характеризуется высоким уровнем эндемизма, сочетанием горно-лесных (связи с западным Кавказом, Восточной Европой, Балканами), равнинно-степных (связи с северным Причерноморьем и Приазовьем) и субсредиземноморских (связи с причерноморскими и средиземноморскими прибрежными районами) фаунистических комплексов.
В фауне Крыма выявлен ряд видов, распространение которых в Восточной Европе ограничено только Крымом. Прежде всего, это касается ряда видов летучих мышей, насекомых и т. п.

## Состав фауны

### Позвоночные
На Крымском полуострове обитают 31 вид пресноводных рыб, 116 видов прибрежных морских рыб, 6 видов амфибий, 14 — рептилий, 53 — млекопитающих (18 рукокрылых, 14 грызунов, 8 хищных, 6 насекомоядных, 4 парнокопытных, 3 китообразных, 2 зайцеобразных), 336 видов птиц (включая 283 гнездящихся или регулярно встречающихся; эндемиков нет). Эндемик — ящерица Линдхольма, которая встречается только в горных районах и на южном побережье полуострова.

### Беспозвоночные
В Крыму отмечено более 10 тысяч видов беспозвоночных, в том числе 17 видов подёнок, 60 видов стрекоз, около 3000 видов жуков; более 700 видов клопов, свыше 100 видов прямокрылых, 5 богомоловых, 8 таракановых, 7 уховёрток; более 2200 видов бабочек, из них около 700 это совки и пяденицы, не менее 116 видов булавоусых дневных бабочек, включая эндемика бархатницу черноморскую и 25 видов пестрянок (Zygaenidae), 64 вида молей-малюток; 40 видов кровососущих комаров, 190 видов и 55 родов мух-журчалок, более 500 видов пауков, свыше 110 видов наземных моллюсков (из которых 19 видов — эндемики).
Среди коллембол пещерные эндемики Arrhopalites karabiensis, Pygmarrhopalites tauricus (Arrhopalitidae).
Перепончатокрылые представлены, в том числе, такими группами: 86 видов муравьёв (более 70 в южном Крыму; 3 эндемика — Chalepoxenus tauricus, Strongylognathus arnoldii, Plagiolepis karawajewi), более 50 видов ос-блестянок, более 100 видов пчёл, 24 вида шмелей, 157 видов и 60 родов роющих и песочных ос (Ampulicidae, Sphecidae, Crabronidae), 9 видов ос-сколий, свыше 90 видов складчатокрылых ос (в том числе 1 вид Masarinae, 76 видов Eumeninae, 3 вида Polistinae и 7 видов Vespinae), а также наездники, пилильщики и другие.
Жесткокрылые, или жуки представлены следующими группами (Мосякин, Пучков, 2000): жужелицы (Carabidae) — около 500 видов, усачи (Cerambycidae) — 150 видов, листоеды (Chrysomelidae) — 350 видов, пластинчатоусые (Scarabaeidae) — 145 видов, златки (Buprestidae) — 96 видов, короеды (Scolytinae) — 81 вид, карапузики (Histeridae) — 62 вида, божьи коровки (Coccinellidae) — 40 видов, мягкотелки (Cantharidae) — 29 видов, щелкуны (Elateridae) — 56 видов, точильщики (Anobiidae) — 47 видов, водолюбы (Hydrophilidae) — 57 видов, пестряки (Cleridae) — 17 видов, зерновки (Bruchidae) — 34 вида, горбатки (Mordellidae) — 30 видов, чернотелки (Tenebrionidae) — 83 вида и другие (крупнейшие семейства Curculionidae и Staphylinidae нуждаются в ревизии). Среди них эндемики: Псевдафенопс таврический, Псевдафенопс Якобсона.
195 из 228 видов насекомых, включённых в Красную Книгу Украины (2009) обитают в Крыму (при этом 45 видов — только в Крыму).

## Редкие и исчезнувшие виды
В историческое время исчезли большинство представителей фауны крупных млекопитающих. Не позднее XV века исчез кулан, не позднее XVII века — медведь, в XIX веке — тарпан, в начале XX века — сайгак. IV веком датируется последняя находка лесного кота. До конца XIX века в Крыму были обычны волки. Однако, по официальным данным пресс-службы Государственного комитета Крыма по лесному и охотничьему хозяйству, последний крымский волк был убит в 1922 году у восточных склонов Чатыр-Дага. В 2000-х годах волки вновь заселили Крым. Так в апреле 2012 года в Красногвардейском районе в сёлах Пятихатка и Курганное в результате нападения больного бешенством волка пострадали четыре человека.

## Акклиматизированные виды
К успешно акклиматизированным видам относится европейский муфлон, проживающий в горах полуострова с 1913 года численностью 387 голов (2014 год, оценка). 

## Реакклиматизированные виды
В начале XX века в Крыму был практически истреблён кабан. Однако в 1957 году в горном Крыму были выпущены дикие особи из Черниговской области Украинской ССР и Дальнего Востока РСФСР. С тех пор их потомки хорошо адаптировались и распространились по всей предгорной полосе полуострова.